# Rocky (cantor)
Park Min-hyuk (em coreano: 박민혁; nascido em  25 de fevereiro de 1999), conhecido como Rocky ( hangul: 라키), é um dançarino, rapper, cantor, ator e compositor sul-coreano. Rocky estreou como membro do boy group sul-coreano Astro em 2016. Além das atividades de seu grupo, Rocky também estrelou várias séries dramáticas, como Soul Plate (2019), Find Me If You Can (2021), Hyangjeon of Youth (2021) e Broke Rookie Star (2022). Além disso, ele também escalou o drama musical Os Três Mosqueteiros (2022).
Em 28 de fevereiro de 2023, após a discussão contratual desde o final de dezembro de 2022, foi confirmado que Rocky decidiu não renovar seu contrato com a Fantagio e saiu da Astro.

## Vida pregressa
Rocky nasceu em 25 de fevereiro de 1999, em Jinju, província de Gyeongsang do Sul, Coreia do Sul. Ele frequentou e se formou na Hanlim Multi Art School com foco em Música Prática.
Ele tem um irmão mais novo, Jeonggeun, que é membro do boy group Haww sob a Biscuit Entertainment.

## Carreira

### 2010–2015: Pré-estreia
Em 2010 na quinta série do ensino fundamental, Rocky participou da audição para o musical Billy Elliot . No mesmo ano, tornou-se trainee da Fantagio Music.
Rocky havia participado do Korea's Got Talent em 2011.
Rocky foi o primeiro estagiário que foi introduzido no projeto i-Teen, Lotte World Rising Start Concert.
Antes de sua estreia, Rocky junto com os outros 5 membros do Astro estrelou uma web-série To Be Continued.

### 2016–2021: Estreia com Astro e atividades solo
Rocky estreou como parte do grupo masculino de seis membros Astro em 23 de fevereiro de 2016, como dançarino e rapper do grupo.
Em 24 de agosto de 2016, Rocky apareceu em um episódio de Hit the Stage da Mnet, onde interpretou The Mask. Rocky recebeu elogios dos jurados, notando suas expressões e movimentos como uma representação perfeita do personagem.
Em 5 de novembro de 2018, após quatro rodadas de batalha no 1theK's Dance War, Rocky revelou ser Purple23 e ficou em segundo lugar na competição de batalha de dança. Em 30 de novembro de 2018, a Fantagio Music lançou o single digital "STAR", que é uma colaboração entre Rocky e o cantor e compositor Chawoo. "STAR" foi posteriormente incluído no FM201.8-11Hz, lançado em 13 de dezembro de 2018.
Durante o segundo concerto "Starlight" de Astroad to Seoul, realizado de 22 a 23 de dezembro de 2018, Rocky cantou sua primeira música solo "Have a Good Day". Foi incluído no DVD do show lançado em junho de 2019. Em 2019, Rocky compôs uma das faixas do sexto EP do Astro, Blue Flame, intitulada "When the Wind Blows".
Rocky também foi um dos compositores do single especial do grupo "No I don't", lançado em junho de 2020. Em 24 de junho de 2020, Rocky foi anunciado como o MC solo do Chinese Korean Wave Program Idol Coming to Work (em chinês:  爱 豆 上班 啦) O show promove a onda Hallyu para o mercado em toda a China. Em 29 de setembro de 2020, o primeiro OST de Rocky, intitulado "Shiny Blue", foi lançado para a série da web Dok Go Bin Is Updating.
Em 5 de abril de 2021, sua composição intitulada "Our Spring" foi lançada como faixa do segundo álbum de estúdio completo de Astro - All Yours. Rocky apareceu como um competidor chamado 'Undutiful Child Cries' no MBC King of Mask Singer em seu 305º e 306º episódio, que foi ao ar em 2 de maio e 9 de maio de 2021, respectivamente.
Em 23 de maio de 2021, o videoclipe produzido por Rocky para "Our Spring" foi lançado. Rocky participou da coleta de imagens de vídeo bruto até a pós-produção do videoclipe mencionado. Rocky foi creditado como letrista e compositor de "7Days Tension" - um single promocional do grupo feminino Weeekly, lançado em 28 de maio de 2021, para a marca de óculos Davich.
Em 14 de outubro de 2021, a Fantagio confirmou que Rocky foi escalado para o web drama Hyangjeon of Youth, baseado na literatura clássica sul-coreana ' The Story of Chunhyang'. Rocky interpretará uma versão moderna de Lee Mongryong. Em 28 de outubro de 2021, Rocky foi anunciado como parte do drama da web de suspense e romance misterioso do G-Market chamado Find Me If You Can. Ele desempenhou o papel de uma superestrela chamada Choi Jeong-sang. O web drama estreou em 9 de novembro de 2021, através do canal INSSA OPPA G no YouTube.
Em 10 de dezembro de 2021, Fantagio confirmou que Rocky foi escalado para o drama da web Salty Idol, onde assumirá o papel principal de Hwiyeon - uma cantora solo que se junta ao grupo Idol 'X-PIERS'. Em 27 de dezembro de 2021, Fantagio confirmou que Rocky e seu colega de banda Jinjin formarão a segunda subunidade de Astro chamada Jinjin & Rocky. Eles estrearam com o jogo estendido Restore em 17 de janeiro de 2022.

### 2022–presente: estreia na subunidade, atividades solo e saída do Astro
Em 17 de janeiro, Rocky estreou como parte da dupla Jinjin & Rocky com o EP Restore.
Em 28 de março, foi noticiado que Rocky iria cantar o hino nacional para os jogos de abertura da 22ª Temporada da Liga KBO que aconteceria em 2 de abril de 2022, no Changwon NC Park.
Em 16 de maio, a balada solo de Rocky "S#1" foi lançada como parte do terceiro álbum de estúdio completo de Astro - Drive to the Starry Road.
O segundo OST de Rocky, intitulado "Over That", foi lançado para o web drama Broke Rookie Star, que ele também estrelou como "Whee-yeon", um cantor solo que se juntou a um grupo de ídolos em ascensão chamado X-PIERS.
Em 29 de maio, o G-Market lançou um teaser de sua nova série da web chamada X:SSG, na qual Rocky fará o papel de "Woo-ju" junto com seu companheiro de banda Jinjin, Monsta X Hyungwon, Minhyuk, Joohoney, AB6IX Daehwi, Jeon Woong e Apink Yoon Bo-mi. A série da web foi lançada no canal do Youtube da G-Market em 5 de junho de 2022.
Rocky fará o papel de D'Artagnan no remake coreano do musical Os Três Mosqueteiros. O show começará em 16 de setembro de 2022, no Universal Art Center em Seul.
Em 20 de agosto, Rocky ganhou seu primeiro prêmio de Melhor Ator pela série da web Broke Rookie Star no festival internacional da web Seoul Webfest 2022. Em 6 de novembro, Rocky ganhou seu segundo prêmio de Melhor Ator pela mesma série da web no LA Webfest 2022, o maior festival de cinema para web dramas do mundo. Broke Rookie Star também ganhou o prêmio de Melhor Série da Web de Todos os Gêneros. De acordo com o presidente executivo do comitê de organização do festival, esta é a primeira vez que uma websérie coreana ganha o grande prêmio no festival de cinema desde seu lançamento em 2009. Em 30 de dezembro de 2022, Rocky ganhou seu terceiro prêmio de Melhor Ator no 6º Asia Web Awards 2022 por seu papel principal em Broke Rookie Star.
Rocky participou da composição, composição e coreografia de uma das canções de estreia do HAWW chamada "Wanna Be Love", que foi lançada em 23 de fevereiro de 2023.
Em 28 de fevereiro de 2023, a agência confirmou que Rocky decidiu não renovar seu contrato e deixou a banda.

## Vida pessoal
Em 31 de outubro de 2022, a agência confirmou que Rocky está em um relacionamento com a atriz Park Bo-yeon. No entanto, a agência de Park rejeitou os rumores como falsos no mesmo dia, dizendo: "Confirmamos com o ator Park que os dois são bons colegas desde que trabalharam juntos em Find Me if You Can no ano passado."

## Discografia

### Singles
| Título                                    | Ano                    | Melhores posições nas paradas | Álbum                        | Ref.                   |
| Título                                    | Ano                    | KR                            | Álbum                        | Ref.                   |
| Como artista principal                    | Como artista principal | Como artista principal        | Como artista principal       | Como artista principal |
| ----------------------------------------- | ---------------------- | ----------------------------- | ---------------------------- | ---------------------- |
| "Have A Good Day" (좋은 하루 되세요)      | 2019                   | —                             | The 2nd ASTROAD to SEOUL DVD | [ 56 ]                 |
| "S#1."                                    | 2022                   | —                             | Drive to the Starry Road     |                        |
| Colaborações                              |                        |                               |                              |                        |
| "Star" (별) (com Chawoo)                  | 2018                   | —                             | FM201.8-11Hz                 | [ 58 ]                 |
| Aparições na trilha sonora                |                        |                               |                              |                        |
| "Shiny Blue" (내 마음은 하늘)             | 2020                   | —                             | Dok Go Bin is Updating OST   | [ 59 ]                 |
| "Over That"                               | 2022                   | —                             | Broke Rookie Star OST        |                        |
| "—" denota uma gravação que não registrou |                        |                               |                              |                        |

### Créditos da composição
Todos os créditos estão listados na Korea Music Copyright Association, salvo indicação em contrário.
| Título                                      | Ano  | Artista                       | Àlbum                                       | Fazer rap | Letrista | Compositor | Arranjador |
| ------------------------------------------- | ---- | ----------------------------- | ------------------------------------------- | --------- | -------- | ---------- | ---------- |
| "Hide & Seek"                               | 2016 | Astro                         | Spring Up                                   | Yes       | Não      | Não        | Não        |
| "Innocent love" (고백)                      | 2016 | Astro                         | Spring Up                                   | Yes       | Não      | Não        | Não        |
| "Morning call"                              | 2016 | Astro                         | Spring Up                                   | Yes       | Não      | Não        | Não        |
| "Cat's eye"                                 | 2016 | Astro                         | Spring Up                                   | Yes       | Não      | Não        | Não        |
| "Lonely"                                    | 2016 | Astro                         | Autumn Story                                | Yes       | Não      | Não        | Não        |
| "Confession" (고백)                         | 2016 | Astro                         | Autumn Story                                | Yes       | Não      | Não        | Não        |
| "Your Love" (사랑이)                        | 2016 | Astro                         | Autumn Story                                | Yes       | Não      | Não        | Não        |
| "Colored" (물들어)                          | 2016 | Astro                         | Autumn Story                                | Yes       | Não      | Não        | Não        |
| "Star" (별)                                 | 2016 | Astro                         | Autumn Story                                | Yes       | Não      | Não        | Não        |
| "Should've Held On" (붙잡았어야 해)         | 2017 | Astro                         | Winter Dream                                | Yes       | Yes      | Não        | Não        |
| "Cotton Candy"                              | 2017 | Astro                         | Winter Dream                                | Yes       | Yes      | Não        | Não        |
| "You & Me"                                  | 2017 | Astro                         | Winter Dream                                | Yes       | Yes      | Não        | Não        |
| "Dreams Come True"                          | 2017 | Astro                         | Dream Part.01                               | Yes       | Não      | Não        | Não        |
| "Baby"                                      | 2017 | Astro                         | Dream Part.01                               | Yes       | Não      | Não        | Não        |
| "You Smile" (니가 웃잖아)                   | 2017 | Astro                         | Dream Part.01                               | Yes       | Não      | Não        | Não        |
| "Because It's You (너라서)                  | 2017 | Astro                         | Dream Part.01                               | Yes       | Não      | Não        | Não        |
| "Dream Night"                               | 2017 | Astro                         | Dream Part.01                               | Yes       | Não      | Não        | Não        |
| "I'll Be There"                             | 2017 | Astro                         | Dream Part.01                               | Yes       | Não      | Não        | Não        |
| "Lie" (다 거짓말)                           | 2017 | Astro                         | Dream Part.01                               | Yes       | Não      | Não        | Não        |
| "Every Minute"                              | 2017 | Astro                         | Dream Part.01                               | Yes       | Não      | Não        | Não        |
| "With You"                                  | 2017 | Astro                         | Dream Part.02                               | Yes       | Não      | Não        | Não        |
| "Crazy Sexy Cool" (니가 불어와)             | 2017 | Astro                         | Dream Part.02                               | Yes       | Não      | Não        | Não        |
| "Butterfly"                                 | 2017 | Astro                         | Dream Part.02                               | Yes       | Não      | Não        | Não        |
| "Better With You" (어느새 우린)             | 2017 | Astro                         | Dream Part.02                               | Yes       | Não      | Não        | Não        |
| "By Your Side"                              | 2018 | Astro                         | Rise Up                                     | Yes       | Yes      | Não        | Não        |
| "Call Out"                                  | 2018 | Astro                         | Rise Up                                     | Yes       | Não      | Não        | Não        |
| "Real Love"                                 | 2018 | Astro                         | Rise Up                                     | Yes       | Não      | Não        | Não        |
| "All I Want"                                | 2018 | Astro, Hello Venus, Weki Meki | FM201.8-11HZ                                | Yes       | Não      | Não        | Não        |
| "Star"                                      | 2018 | Chawoo, Rocky                 | FM201.8-11HZ                                | Yes       | Não      | Não        | Não        |
| "Starry Sky"                                | 2019 | Astro                         | All Light                                   | Yes       | Não      | Não        | Não        |
| "All Night" (전화해)                        | 2019 | Astro                         | All Light                                   | Yes       | Não      | Não        | Não        |
| "Moonwalk"                                  | 2019 | Astro                         | All Light                                   | Yes       | Não      | Não        | Não        |
| "Treasure"                                  | 2019 | Astro                         | All Light                                   | Yes       | Não      | Não        | Não        |
| "1 In A Million"                            | 2019 | Astro                         | All Light                                   | Yes       | Não      | Não        | Não        |
| "Love Wheel"                                | 2019 | Astro                         | All Light                                   | Yes       | Não      | Não        | Não        |
| "Heart Brew Love"                           | 2019 | Astro                         | All Light                                   | Yes       | Não      | Não        | Não        |
| "Merry-Go-Round"                            | 2019 | Astro                         | All Light                                   | Yes       | Yes      | Não        | Não        |
| "Bloom" (피어나)                            | 2019 | Astro                         | All Light                                   | Yes       | Não      | Não        | Não        |
| "Have A Good Day" (좋은 하루 되세요)        | 2019 | Rocky                         | ASTRO the 2nd ASTROAD to Seoul [STAR LIGHT] | Yes       | Yes      | Yes        | Não        |
| "Blue Flame"                                | 2019 | Astro                         | Blue Flame                                  | Yes       | Não      | Não        | Não        |
| "All About You" {다야}                      | 2019 | Astro                         | Blue Flame                                  | Yes       | Não      | Não        | Não        |
| "When The Wind Blows" (찬바람 불 때면)      | 2019 | Astro                         | Blue Flame                                  | Yes       | Yes      | Yes        | Não        |
| "You're My World"                           | 2019 | Astro                         | Blue Flame                                  | Yes       | Não      | Não        | Não        |
| "One & Only"                                | 2020 | Astro                         | Special single album One & Only             | Yes       | Yes      | Yes        | Não        |
| "Knock" (널 찾아가)                         | 2020 | Astro                         | Gateway                                     | Yes       | Não      | Não        | Não        |
| "When You Call My Name" (내 이름을 부를 때) | 2020 | Astro                         | Gateway                                     | Yes       | Não      | Não        | Não        |
| "Somebody Like"                             | 2020 | Astro                         | Gateway                                     | Yes       | Não      | Não        | Não        |
| "We Still"                                  | 2020 | Astro                         | Gateway                                     | Yes       | Não      | Não        | Não        |
| "12 Hours" (12시간)                         | 2020 | Astro                         | Gateway                                     | Yes       | Não      | Não        | Não        |
| "Lights On" (빛이 돼줄게)                   | 2020 | Astro                         | Gateway                                     | Yes       | Não      | Não        | Não        |
| "No, I Don't" (아니 그래)                   | 2020 | Astro                         | Single sem álbum                            | Yes       | Yes      | Yes        | Yes        |
| "We Still (Be With U)"                      | 2020 | Astro                         | Single sem álbum                            | Yes       | Não      | Não        | Não        |
| "Dear My Universe"                          | 2021 | Astro                         | All Yours                                   | Yes       | Não      | Não        | Não        |
| "One"                                       | 2021 | Astro                         | All Yours                                   | Yes       | Não      | Não        | Não        |
| "SNS"                                       | 2021 | Astro                         | All Yours                                   | Yes       | Não      | Não        | Não        |
| "All Good"                                  | 2021 | Astro                         | All Yours                                   | Yes       | Não      | Não        | Não        |
| "All Stars"                                 | 2021 | Astro                         | All Yours                                   | Yes       | Não      | Não        | Não        |
| "Our Spring" (우리의 계절)                  | 2021 | Astro                         | All Yours                                   | Yes       | Yes      | Yes        | Yes        |
| "Stardust"                                  | 2021 | Astro                         | All Yours                                   | Yes       | Não      | Não        | Não        |
| "Gemini" (별비)                             | 2021 | Astro                         | All Yours                                   | Yes       | Não      | Não        | Não        |
| "7days Tension" (텐션업)                    | 2021 | Weeekly                       | Single sem álbum                            | Não       | Yes      | Não        | Não        |
| "After Midnight"                            | 2021 | Astro                         | Switch On                                   | Yes       | Não      | Não        | Não        |
| "Sunset Sky"                                | 2021 | Astro                         | Switch On                                   | Yes       | Não      | Não        | Não        |
| "My Zone"                                   | 2021 | Astro                         | Switch On                                   | Yes       | Não      | Não        | Não        |
| "Don't Worry"                               | 2021 | Astro                         | Switch On                                   | Yes       | Yes      | Yes        | Não        |
| "Alive"                                     | 2021 | Astro                         | Single sem álbum                            | Yes       | Não      | Não        | Não        |
| "Just Breath"                               | 2022 | Jinjin & Rocky                | Restore                                     | Yes       | Yes      | Yes        | Não        |
| "Complete Me"                               | 2022 | Jinjin & Rocky                | Restore                                     | Yes       | Yes      | Yes        | Não        |
| "CPR"                                       | 2022 | Jinjin & Rocky                | Restore                                     | -         | Yes      | Yes        | Não        |
| "Candy Sugar Pop"                           | 2022 | Astro                         | Drive to the Starry Road                    | Yes       | Não      | Não        | Não        |
| "Something Something"                       | 2022 | Astro                         | Drive to the Starry Road                    | Yes       | Não      | Não        | Não        |
| "More"                                      | 2022 | Astro                         | Drive to the Starry Road                    | Yes       | Não      | Não        | Não        |
| "Light the Sky"                             | 2022 | Astro                         | Drive to the Starry Road                    | Yes       | Não      | Não        | Não        |
| "S#1"                                       | 2022 | Rocky                         | Drive to the Starry Road                    | Yes       | Yes      | Yes        | Não        |
| "Like Stars"                                | 2022 | Astro                         | Drive to the Starry Road                    | Yes       | Não      | Não        | Não        |
| "U&Iverse"                                  | 2022 | Astro                         | Single sem álbum                            | Yes       | Yes      | Não        | Não        |
| "Wanna Be Love"                             | 2023 | HAWW                          | How R U                                     | Não       | Yes      | Yes        | Não        |

## Filmografia

### Séries de televisão
| Ano  | Título                | Rede | Função | Notas          | Ref. |
| ---- | --------------------- | ---- | ------ | -------------- | ---- |
| 2015 | Persevere, Goo Hae-Ra | Mnet |        | Breve aparição |      |

### Websérie
| Ano  | Título                  | Papel           | Notas              | Ref.          |
| ---- | ----------------------- | --------------- | ------------------ | ------------- |
| 2015 | To be Continued         | Ele mesmo       |                    | [ 11 ]        |
| 2016 | My Romantic Some Recipe |                 | Cameo (Episódio 6) |               |
| 2017 | Sweet Revenge           | Ele mesmo       | Cameo              |               |
| 2019 | Soul Plate              | Angel Rumiel    |                    | [ 61 ]        |
| 2021 | Find Me If You Can      | Choi Jeong-sang |                    | [ 39 ] [ 38 ] |
| 2021 | Hyangjeon of Youth      | Lee Mong-ryong  |                    | [ 62 ]        |
| 2022 | Broke Rookie Star       | Whee-yeon       |                    | [ 63 ]        |

### Programas de televisão
| Ano           | Título              | Papel       | Notas            | Ref.   |
| ------------- | ------------------- | ----------- | ---------------- | ------ |
| 2011          | Korea's Got Talent  | Concorrente |                  | [ 64 ] |
| 2016          | Hit the Stage       | Concorrente | Episódio 5–6     | [ 65 ] |
| 2020–presente | Idol Coming to Work | Anfitrião   |                  | [ 66 ] |
| 2021          | King of Mask Singer | Concorrente | Episódio 305-306 | [ 32 ] |

### Programas na web
| Ano  | Título                    | Papel             | Ref.          |
| ---- | ------------------------- | ----------------- | ------------- |
| 2018 | Dance War                 | Contestant        | [ 17 ]        |
| 2021 | Work Hard Play Hard       | Assistant Manager | [ 67 ] [ 68 ] |
| 2021 | Ready, Set, CAST          | Ele mesmo         | [ 69 ]        |
| 2021 | X: Endline, new beginning | Woo-ju            | [ 70 ]        |
| 2022 | X: SSG                    | Woo-ju            | [ 71 ]        |

## Teatro
| Ano  | Título em inglês     | Título em coreano | Papel                  | Ref.   |
| ---- | -------------------- | ----------------- | ---------------------- | ------ |
| 2022 | The Three Musketeers | 삼총사            | D'Artagnan/ Daltanyang | [ 72 ] |

## Prêmios e indicações
| Cerimônia de premiação      | Ano  | Categoria   | Nomeado / Trabalho | Resultado | Ref.          |
| --------------------------- | ---- | ----------- | ------------------ | --------- | ------------- |
| Asia Web Awards             | 2022 | Melhor ator | Broke Rookie Star  | Venceu    | [ 73 ] [ 74 ] |
| LA Webfest Film Festival    | 2022 | Melhor ator | Broke Rookie Star  | Venceu    | [ 75 ] [ 76 ] |
| Seoul Webfest Film Festival | 2022 | Melhor ator | Broke Rookie Star  | Venceu    | [ 77 ] [ 78 ] |